# Berniniella fissurata
Berniniella fissurata är en kvalsterart som beskrevs av Ivan och Vasiliu 1997. Berniniella fissurata ingår i släktet Berniniella och familjen Oppiidae. Inga underarter finns listade.